# کنترل استراتژیک
تلاطم محیطی و تغییرات صنعت به‌ویژه در سالهای اخیر، شرکتها را مجبور به واکنش‌های متعدد و سریع کرده‌است. مدیران برای حفظ و ارتقای توان کسب و کار خود جهت رقابت و ادامه حیات باید همواره تغییرات محیطی را مد نظر داشته باشند و خود را با آن تطبیق دهند. به گفتۀ پیتر دراکر، اندیشمند صاحب‌نام مدیریت، مدیران باید ناپیوستگی‌ها را مدیریت کنند. هر چه آهنگ تغییرات محیطی افزایش بیشتری می‌یابد، پیچیدگی مسائل نیز بیشتر می‌شود. کنترل استراتژیک را می‌توان جستجو و پایش‌گری محیطی تعریف کرد. این کنترل مبنایی را به‌وجود می‌آورند که سازمان می‌تواند پاسخ مناسبی به تغییرات محیطی بدهد. کنترل استراتژیک در سازمان دو نقش ایفا می‌کند (۱) به تضمین پیگیری استراتژی سازمانی کمک می‌کند و (۲) مدیریت عالی را قادر می‌سازد که به تغییرات پیش‌بینی نشده داخلی و خارجی واکنش نشان دهد.
کار اصلی در فرایند کنترل، افزایش احتمال تحقق رفتار واقعی با معیارهای مطلوب است، همان کاری که نظام هوشمندی استراتژیک انجام می‌دهد. از نظر ایتر و لارکر (۱۹۹۷) کنترل استراتژیک عبارت است حفظ سامانه‌های پایش محیطی و استقرار سامانه بازخور جهت حصول اطمینان از موفقیت استراتژی بازار. پیرس و رابینسون (۱۹۸۸) یک نگاه ارزیابی را پیروی کرده و می‌گویند کنترل استراتژیک با پیگیری مسیر استراتژی در حال اجرا سروکار دارد، مسایل با تغییر در فرضیات بنیادی را کشف می‌کند و تعدیل‌های لازم را به عمل می‌آورد. به همین صورت فاینگر (۱۹۹۰) می‌گوید: کنترل استراتژیک، رویه‌ای رسمی یا غیررسمی است که به سازمان در استقرار و نگهداری جهت‌گیری استراتژیک، ثمربخشی و انسجام درونی کمک می‌کند.

## اهمیت
کنترل استراتژیک از جهات ذیل برای سازمان اهمیت دارد:
1. تلاطم محیطی در سالهای اخیر، شرکتها را مجبور به واکنش‌های متعدد و سریع کرده‌است و از این نظر، تدوین و طراحی کنترل‌های بنیادی و تدریجی بسته به اقتضائات محیطی ضروری است.
2. انعطاف‌پذیری و انطباق‌پذیری با تغییرات محیطی مستلزم شناخت قوت‌ها و ضعف‌های داخلی و نیز استفاده از فرصت‌ها و تهدیدهای خارجی است و این موضوع از طریق کنترل استراتژیک امکان‌پذیر است.
3. پاسخگویی مناسب به رقبا و افزایش قدرت چانه‌زنی در برابر آنها از طریق کنترل استراتژیک مناسب امکان‌پذیر است.
4. ایجاد و حفظ مزیت رقابتی پایدار از طریق شناخت دقیق رقبا و موقعیت رقابتی و سهم هر یک از آنها از بازار محصول و خدمت با استفاده از سیستم کنترلی میسر است.[۴]

از دیدگاه پیرس و رابینسون کنترل استراتژیک به چهار نوع تقسیم‌بندی می‌شود:
1. کنترل مفروضات (Primise Control): کنترل مفروضات، به صورت نظام‌مند بوده و پیوسته فرضیات یا پیش‌بینی‌هایی که استراتژی بر اساس آن شکل گرفته را مورد بررسی قرار می‌دهد. کنترل مفروضات بررسی می‌کند که آیا فرضیات هنوز اعتبار دارند یا نه.
2. کنترل اجرا (Implementation Control): کنترل اجرا، برای ارزیابی این است که چگونه استراتژی باید به چند نتیجه آشکار و وابسته تغییر یابد به گونه‌ای که با فعالیت‌های گام‌به‌گام اجرای استراتژی کلی را کنترل کند.
3. کنترل نظارتی (Strategic Survilliance): کنترل مفروضات و کنترل اجرا، کنترل‌های تمرکزی هستند، اما کنترل نظارتی نامتمرکز است. نظارت استراتژیک برای آگاهی کلی از سلسله رویدادهای داخلی و خارجی شرکت که احتمالاً شرایط استراتژی را تحت تأثیر قرار می‌دهد، طراحی شده‌اند. ایده اساسی که در ورای، نظارت استراتژیک قرار دارد این است که هنوز هم اطلاعات پیش‌بینی نشده مهمی وجود دارند که ممکن است به وسیله آگاهی کلی از منابع اطلاعاتی متعدد کشف شوند. بررسی روزنامه‌های تجاری، کنفرانس‌های تجاری، گفت و شنودها، مشاهدات هدفمند و غیر هدفمند، همگی موضوعات نظارت استراتژیک هستند
4. کنترل آگاهی‌های ویژه (Spacial Alerts Control):  کنترل آگاهی‌های ویژه در حقیقت زیر مجموعه سه کنترل استراتژیک قبلی است. کنترل اگاهی‌های ویژه غالباً سریع و جامع است و استراتژی را مورد بازنگری قرار می‌دهد.

اگرچه به نظر می‌رسد کنترل استراتژیک تنها به صورت یک مفهوم باقیمانده، اما برخی از شرکتهای پیشروی کشورمان، با بکارگیری نظام هوشمندی استراتژیک این کار حیاتی را به‌خوبی در سازمان جاری سازی کرده‌اند. در مورد نظام هوشمندی استراتژیک بیشتر بخوانید.
لورانژ ابزارهای کنترل استراتژیک را در دو گروه کنترل تدریجی و کنترل جهشی دسته‌بندی کرده‌است:

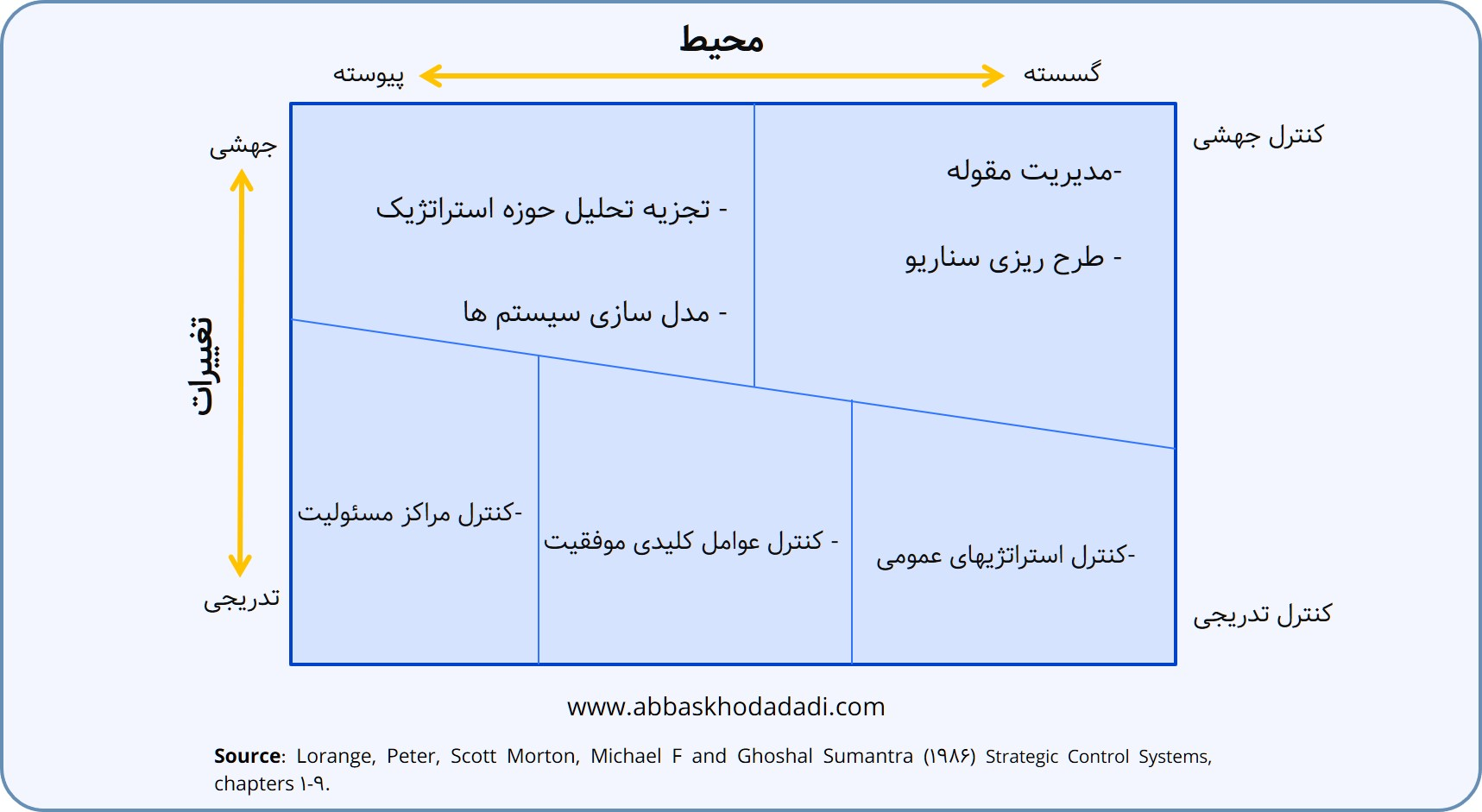

روش‌های کنترل استراتژیک از نظر لورانژ ۱۹۸۶

### کنترل تدریجی
الف) کنترل مراکز مسئولیت (پاسخگویی). از نظر لورانژ، کنترل مراکز مسئولیت کنترلی تدریجی است که بر مراکز هزینه، درآمد، سود، سرمایه‌گذاری اعمال می‌شود. موضوع اصلی مورد تحلیل در این نوع کنترل، کنترل واحدهای سازمانی بر حسب نوع آنها است.
1. مراکز هزینه: در این مراکز مدیران تنها برای کنترل هزینه داده‌هایی مسئولیت دارند که معمولاً در بودجه‌ها دیده می‌شوند
2. مراکز درآمد: در این مراکز مدیران تنها بر اساس کنترل ستاده‌ها مانند درآمدهای حاصله مورد ارزیابی قرار می‌گیرند.
3. مراکز سود: در چنین سیستمی مدیر هم از طریق داده‌ها و هم از طریق ستانده‌های سیستم مورد ارزیابی قرار می‌گیرد.
4. مراکز سرمایه‌گذاری: در یک مرکز مسئولیت سرمایه‌گذاری مقدار دارایی را که به منظور کسب یک نتیجه خاص اقتصادی به کار گرفته می‌شود لحاظ می‌کنند. معروف‌ترین معیارها در این نوع مراکز هزینه، نرخ بازگشت سرمایه و نرخ بازگشت داراییها است.
5. مراکز مخارج مهندسی شده: مراکز مخارج مهندسی شده به گونه‌ای هستند که درون داد آنها را به صورت مالی و برون داد آنها را به صورت فیزیکی محاسبه می‌شود. مراکز مسوولیت اندکی وجود دارند که در آنها همه موارد هزینه، مهندسی شده باشند. حتی در بخش‌های تولید خودکار، استفاده از نیروی کار غیر مستقیم و خدمات مختلف با توجه به نوع مدیریت متفاوت است؛ بنابراین اصطلاح مرکز مخارج مهندسی شده به مراکز مسئولیتی گفته می‌شود که در آنها موارد هزینه‌های مهندسی شده بیشتر است.
6. مراکز مخارج اختیاری: مراکز هزینه اختیاری شامل واحدهای اداری و پشتیبانی (مثل حسابداری، حقوقی، روابط کار)، تحقیق و توسعه و عمدتاً فعالیت‌های بازاریابی می‌شود. در این مراکز، برون داد را نمی‌توان به صورت مالی محاسبه کرد.

ب) کنترل بر اساس ارزیابی عوامل کلیدی موفقیت. در کنترل بر اساس ارزیابی عوامل کلیدی موفقیت، جهت‌گیری استراتژیک شرکت، ارزیابی می‌شود، به گونه‌ای که بر اعتبار اجرای برنامه‌های استراتژیک دوباره صحه گذارده شود.
ج) کنترل بر اساس استراتژی‌های عمومی. این نوع کنترل تعیین می‌کند که آیا استراتژی‌های اتخاذ شده معقول بنظر می‌رسند یا با آنچه مورد انتظار است سازگاری نسبی دارند یا نه؟

### کنترل جهشی
د) تجزیه و تحلیل حوزه استراتژیک. تجزیه و تحلیل حوزه استراتژیک، بسیاری از کسب و کارهای متنوع شده یک شرکت را به شکل زنجیره‌های ارزش افزوده مختلف نشان می‌دهد که طبیعتاً میزان و معیار منافع، از هم پوشانی آنها بدست می‌آید.
ه) مدل‌سازی سیستم‌ها. مدل‌سازی سیستم‌ها بر این عقیده است که در محیط‌های پویا، استراتژی‌ها هم پویا هستند (و بالعکس). بدین ترتیب کنترل‌ها نیز پویا بوده و یک مدل سیستمی عواملی را که در این پویایی‌ها نقش دارند شناسایی و کنترل می‌کند. در این شیوه بر ادراک تدوینگران استراتژی تأکید زیادی می‌شود.
و) مدیریت مقوله. در مدیریت مقوله، سازمان‌ها یک یا چند مقوله را که به نظر می‌رسید برای پیشرفت اهداف عملکردشان مهم هستند، شناسایی می‌کردند. آنها انرژی خود را برای درک اثر مقوله غلبه بر تهدیدات یا بهره‌برداری از فرصت‌های ناشی از آن صرف می‌کردند. این کار موجب تقلیل احتمال و اثر غافلگیری استراتژیک می‌شود.
ز) توسعه استراتژی مبتنی بر سناریو. در سناریو سازی، عوامل شهودی نسبت به اعداد و ارقام از اولویت برخوردارند. اهمیت رویکرد توسعه سناریو از نقطه نظر کنترل استراتژیک این است که می‌تواند این بینش را ایجاد کند که نحوه توسعه استراتژی‌های محیطی می‌توانند فرصت‌های جدیدی را برای تمرکز بر استراتژی فراهم کنند.

## کنترل استراتژیک و تحلیل‌گری استراتژیک
ماحصل کاربردی طراحی نظام‌های هوشمندی استراتژیک ارائه تحلیل‌هایی در سه حوزه است. نخست؛ ارائه امکان پایش لحظه‌ای رویدادهای حساس، حیاتی و مهم برای مدیران ارشد و کلیه رویدادهای عملیاتی برای مدیران میانی و عملیاتی در هر زمان و هر مکانی است. دوم؛ ارزیابی واحدهای سازمانی در قبال استراتژی‌های سازمانی و استراتژی‌های کارکردی خود و تعیین میزان موفقیت یا عدم موفقیت است. در اینجا هدف، مدیریت عملکرد و ایجاد تشریک مساعی برای حل مسائل است و نه پیدا کردن مقصر. سوم؛ ارائه راهکارها و استراتژی‌های نوخاسته و نوظهور در ماه گذشته برای ماه آتی بر اساس رصد محیطی و گزارش‌های عملکرد استراتژیک سازمان.